# Línia evolutiva de Zubat
Aquesta línia evolutiva de Pokémon inclou Zubat, Golbat i Crobat.

## Zubat
Zubat és una de les espècies que apareixen a la franquícia Pokémon, una sèrie de videojocs, anime, mangues, llibres, cartes col·leccionables i altres mitjans que va ser inventada per Satoshi Tajiri i ha generat milers de milions de dòlars en beneficis per a Nintendo i Game Freak. És de tipus verí i volador i evoluciona a Golbat.

### Característiques
Forma colònies en llocs foscos. Fa servir ultrasons per identificar i acostar-se als objectius.

## Golbat
Golbat és una de les espècies que apareixen a la franquícia Pokémon, una sèrie de videojocs, anime, mangues, llibres, cartes col·leccionables i altres mitjans que va ser inventada per Satoshi Tajiri i ha generat milers de milions de dòlars en beneficis per a Nintendo i Game Freak. És de tipus verí i volador i evoluciona de Zubat. Evoluciona a Crobat.

## Crobat
Crobat és una de les espècies que apareixen a la franquícia Pokémon, una sèrie de videojocs, anime, mangues, llibres, cartes col·leccionables i altres mitjans que va ser inventada per Satoshi Tajiri i ha generat milers de milions de dòlars en beneficis per a Nintendo i Game Freak. És de tipus verí i volador i evoluciona de Golbat.